# Eisk
Eisk (în rusă Ейск) este un oraș din Regiunea Krasnodar, Federația Rusă. Se află lângă Taganrogski zaliv[*], la o altitudine de 10 m deasupra nivelului mării. Are o suprafață de 140 km². Populația este de 81.099 locuitori, determinată în 1 ianuarie 2025, prin bilanț demografic[*].

## Orașe înfrățite
- Baranavici, Belarus
- Barysaŭ, Belarus

## Personalități
- Nicolae Romanenco (1906–2000), istoric literar, inginer și scriitor moldovean.